# 塔拉尼夫卡河
塔拉尼夫卡河（烏克蘭語：Таранівка），是烏克蘭的河流，位於該國西南部，屬於索博克河的右支流，流經文尼察州，河道全長16公里，流域面積50.4平方公里。